# Classe Town (destroyer)
Cet article concerne la classe de destroyers. Pour les autres classes, voir classe Town.
La classe Town est une classe de destroyers construits pour la United States Navy. Construits à la fin de la Première Guerre mondiale, ils sont transférés aux marines britannique et canadienne au début de la Seconde Guerre mondiale en échange de bases militaires dans les Bahamas notamment, au nom de l'accord Destroyers for Bases Agreement signé le 2 septembre 1940. Ils sont connus sous les surnoms de « four-pipers » ou « four-stackers » du fait de la présence de quatre cheminées.

## Noms
Certains de ces navires ont directement été prêtés à la Marine royale canadienne. D'autres ont été prêtés à la Marine royale norvégienne, la Marine royale néerlandaise, et la Marine soviétique après avoir servi dans la Royal Navy. Le nom classe Town suggère qu'ils viennent d'une classe unique, en réalité ils sont issus de trois classes : classe Caldwell, classe Wickes et classe Clemson. Le nom classe Town se réfère au fait que tous ces navires portaient des noms de villes américaines avant qu'ils ne soient cédés à la Royal Navy. L'Amirauté suggère de renommer ces navires avec des noms de villes communes aux États-Unis et au Commonwealth britannique. Les navires de la marine canadienne ont toutefois suivi la pratique canadienne pour les noms de destroyers, avec des noms de rivières. Cependant les rivières choisies sont situées sur la frontière entre le Canada et les États-Unis.
L'un des classes Town a obtenu une certaine renommée : le HMS Campbeltown (ex-USS Buchanan). Il participe à l'opération Chariot sur Saint-Nazaire. Il sert de navire bélier pour détruire la porte-écluse de la forme Joubert. Les 4 tonnes d'explosifs qu'il contient explosent le 29 mars 1942 en détruisant le Campbeltown et la porte, objectif du raid. Ce raid a rendu inopérante cette forme de radoub, la seule permettant d’accueillir le Tirpitz sur la façade atlantique. Cet exploit a été dépeint dans un film sorti en 1952, Gift Horse, de Compton Bennett. Dans ce film le HMS Campbeltown est mis en scène par le HMS Leamington (ex-USS Twiggs), de retour de Russie.

## Navires par classe de la marine des États-Unis

### Classe Caldwell
- USS Conner devient le HMS Leeds le 23 octobre 1940. Il est désarmé le 19 janvier 1949.
- USS Conway devient le HMS Lewes le 23 octobre 1940. Sabordé au large de Sydney le 25 mai 1946.
- USS Stockton devient le HMS Ludlow le 23 octobre 1940; démonté puis échoué pour servir de cibles de tirs aériens sur l'île Fidra en Écosse en juillet 1945.

### Classe Wickes
- USS Aarle Ward devient le HMS Castletle le 9 septembre 1940. Il est désarmé le 2 janvier 1948.
- USS Abbot devient le HMS Charlestown le 23 septembre 1940. Il est désarmé le 3 décembre 1948.
- USS Buchanan devient le HMS Campbeltown le 9 septembre 1940. Il est détruit le 29 mars 1942 au cours de l'opération Chariot.
- USS Claxtle devient le HMS Salisbury le 5 décembre 1940; il est employé pour des convois spécifiques avec le Wasp visant à fournir des Spitfires to Malte. Il est désarmé en avril 1945 aux États-Unis.
- USS Cowell devient le HMS Brightle le 23 septembre 1940. Le 16 juillet 1944 il est transféré à la marine soviétique sous le nom de Zharki. Retourne dans la Royal Navy le 4 mars 1949, désarmé le 18 mai 1949.
- USS Crowninshield devient le HMS Chelsea le 9 septembre 1940. Le 16 juillet 1944 il est transféré à la marine soviétique sous le nom de Dzerki. Retourne dans la Royal Navy le 24 juin 1949, désarmé le 27 juillet 1949.
- USS Doran devient le HMS St. Marys le 23 septembre 1940. Démoli en décembre 1945.
- USS Evans devient le HMS Mansfield le 23 octobre 1940; fortement impliqués dans les convois critiques de mars 1943, vendu le 24 octobre 1944 pour démolition.
- USS Fairfax devient le HMS Richmled le 26 novembre 1940. Le 16 juin 1944 il est transféré à la marine soviétique sous le nom de Zhivuchi. Retourne dans la Royal Navy le 26 juin 1949, désarmé le 29 juin 1949.
- USS Foote devient le HMS Roxborough le 23 septembre 1940. Lors d'une escorte de convoi la passerelle et une partie du pont sont écrasés de par les conditions climatiques, faisant 11 morts dont le commandant. Il parvient tout de même à Terre-Neuve. Le 10 août 1944 il est transféré à la marine soviétique sous le nom de Doblestnyi. Retourne dans la Royal Navy le 7 février 1949, désarmé le 14 mai 1949.
- USS Hale devient le HMS Caldwell le 9 septembre 1940. Il est désarmé le 7 juin 1945.
- USS Haraden devient le HMCS Columbia le 24 septembre 1940. Il est désarmé le 7 août 1945.
- USS Hopewell devient le HMS Bath le 23 septembre 1940. Lors d'une escorte (OG-71) entre Liverpool et Gibraltar, le Bath est torpillé par le U-204 le 19 août 1941 et coule rapidement.
- USS Kalk devient le HMCS Hamiltle le 23 septembre 1940; perdu lors de son remorquage pour démolition à Boston en 1945.
- USS MacKenzie devient le HMCS Annapolis le 29 septembre 1940; remorqué pour démolition à Boston le 22 juin 1945.
- USS Maddox devient le HMS Georgetown le 23 septembre 1940. En août 1944 il est transféré à la marine soviétique sous le nom de Zhostki. Retourne dans la Royal Navy le 9 septembre 1952, désarmé le 16 septembre 1952.
- USS Philip devient le HMS Lancaster le 23 octobre 1940. Il est désarmé le 30 mai 1947.
- USS Ringgold devient le HMS Newark le 5 décembre 1940; mis à la démolition le 18 février 1947.
- USS Robinsle devient le HMS Newmarket le 5 décembre 1940. Il est désarmé le 21 septembre 1945.
- USS Sigourney devient le HMS Newport le 5 décembre 1940. Il est désarmé le 18 février 1947.
- USS Thatcher devient le HMCS Niagara le 26 septembre 1940. Le 28 août 1941 il est impliqué dans la capture du U-570. Détruit fin 1947.
- USS Thomas devient le HMS St. Albans le 23 septembre 1940. Le 3 août 1941, lors de l'escorte du convoi SCL-81, le St Albans prend part au naufrage du U-401. Début 1942, en compagnie du chasseur de mines Seagull, il coule le sous-marin polonais ORP Jastrząb (feu ami). Il est transféré à la marine soviétique sous le nom de Dostoinyi le 16 juillet 1944, retourne dans la Royal Navy le 28 février 1949, désarmé le 18 mai 1949.
- USS Tillman devient le HMS Wells le 5 décembre 1940. Détruit en février 1946.
- USS Twiggs devient le HMS Leamingtle le 23 octobre 1940. Le 11 septembre 1941, durant l'escorte du convoi SC-42, il coule le U-207 dans l'Atlantique nord. Le 27 mars 1942, durant l'escorte du convoi WS-17, il coule le U-587 à proximité des îles Britanniques. Il est transféré à la marine soviétique sous le nom de Zhguchi le 17 juillet 1944, retourne dans la Royal Navy le 15 novembre 1950. Il est utilisé pour le tournage du film Gift Horse. Il est le dernier destroyer de la classe Town à naviguer par ses propres moyens. Il est désarmé le 3 décembre 1951.
- USS Wickes devient le HMS Mletgomery le 25 octobre 1940. Le 21 février 1941 il secourt les survivants du Scottish Standard du convoi Montgomery. Le lendemain, il coule le sous-marin italien le Marcello. Il est désarmé le 10 avril 1945.
- USS Williams devient le HMCS St. Clair le 29 septembre 1940. Il est désarmé le 5 mars 1946.
- USS Yarnall devient le HMS Lincoln le 23 octobre 1940. Le 26 août 1944, il est transféré à la marine soviétique sous le nom de Druzhny. Retourne dans la Royal Navy le 24 août 1952, désarmé le 3 septembre 1952.

### Classe Clemson
- USS Abel P. Upshur devient le HMS Clare le 9 septembre 1940. Il est désarmé le 18 février 1947.
- USS Aulick devient le HMS Burnham le 8 octobre 1940. Il est désarmé le 2 décembre 1948.
- USS Bailey devient le HMS Reading le 26 novembre 1940. Il est désarmé le 24 juillet 1945.
- USS Bancroft devient le HMCS St. Francis le 24 septembre 1940. Il fait naufrage alors qu'il est remorqué pour désarmement le 14 juillet 1945.
- USS Branch devient le HMS Beverley le 8 octobre 1940. Le 4 février 1942, il attaque et coule le U-187. Le Beverley coule le 11 avril 1943 torpillé par le U-188.
- USS Edwards devient le HMS Buxton le 8 octobre 1940. Il est désarmé le 21 mars 1946.
- USS Herndon devient le HMS Churchill le 9 septembre 1940. Le 30 mai 1940, il est transféré à la marine soviétique sous le nom de Deyatelny. Torpillé et coulé par le U-956 le 16 janvier 1945 en escortant un convoi en mer blanche. C'est le dernier navire de la classe à être perdu lors du conflit et le seul perdu sous pavillon soviétique.
- USS Hunt devient le HMS Broadway le 8 octobre 1940. Le 9 mai 1941, lors de l'escorte du convoi OB-318, il prend part à l'attaque du U-110 qui est abandonné par son équipage. Le 14 mai 1943, lors de l'escorte du convoi HX-237, le Broadway localise et coule le U-89 dans l'Atlantique nord. Désarmé en mars 1948.
- USS Laub devient le HMS Burwell le 8 octobre 1940. Il est l'un des navires impliqués dans la récupération du U-570, après s'être rendu aux avions de la Royal Air Force. Désarmé en mars 1947.
- USS Mason devient le HMS Broadwater le 2 octobre 1940. Torpillé et coulé par l'U-101 lors de l'escorte du convoi SC-48 entre Terre-Neuve et l'Islande le 19 octobre 1941.
- USS McCalla devient le HMS Stanley le 23 octobre 1940. Le 17 décembre 1941, lors de l'escorte du convoi HG-76 vers Gibraltar, le Stanley accompagne les navires coulant le U-434. Il est coulé le 19 décembre 1941 par le U-574.
- USS McCook devient le HMCS St. Croix le 24 septembre 1940. Le 27 juillet 1942, lors de l'escorte du convoi ON-113, il attaque et coule le U-90. En compagnie du HMCS Shediac, il coule le U-87 lors de l'escorte du convoi KMS-10. Le 20 septembre 1943, il est coulé par deux torpilles du U-305.
- USS McLanahan devient le HMS Bradford le 8 octobre 1940; désarmé en août 1946.
- USS Meade devient le HMS Ramsey le 26 novembre 1940. Désarmé en juillet 1947.
- USS Rodgers devient le HMS Sherwood le 23 octobre 1940. Dépouillé de ses parties utilisables, il est échoué le 3 octobre 1943 et sert de cible pour la Royal Air Force.
- USS Satterlee devient le HMS Belmont le 8 octobre 1940. Au cours de l'escorte du transport de troupe NA-2 en provenance de St. John's, le Belmont est torpillé par le U-82 le 31 janvier 1942 et coule avec la perte de tout l'équipage.
- USS Shubrick devient le HMS Ripley le 26 novembre 1940. Désarmé 10 mars 1945.
- USS Swasey devient le HMS Rockingham le 26 novembre 1940. Lors d'un retour sur Aberdeen le 27 septembre 1944, il traverse un champ de mines défensives. Le Rockingham est abandonné et coule.
- USS Welborn C. Wood devient le HMS Chesterfield le 9 septembre 1940. Il est désarmé le 3 décembre 1948.
- USS Welles devient le HMS Cameron le 9 septembre 1940. Le Cameron n'a jamais été en service opérationnel. Il est touché et prend feu lors d'un raid aérien sur Portsmouth le 5 décembre 1940. Il est étudié par United States Navy (études des dommages causés par des explosions). Mis au rebut le 1er décembre 1944.

## Navires par marine lors de la Seconde Guerre mondiale
Dans la Marine royale canadienne :
- Annapolis (ex-USS MacKenzie)
- Buxton (ex-HMS Buxton)
- Columbia (ex-USS Haraden)
- Hamilton (ex-USS Kalk)
- Niagara (ex-USS Thatcher)
- St. Clair (ex-USS Williams)
- St. Croix (ex-USS McCook ; perdu le 20 septembre 1943)
- St. Francis (ex-USS Bancroft)

Dans la Marine royale canadienne, prêtés par la Royal Navy :
- Chelsea (ex-HMS Chelsea)
- Georgetown (ex-HMS Georgetown)
- Leamington (ex-HMS Leamington)
- Lincoln (ex-HMS Lincoln)
- Mansfield (ex-HMS Mansfield)
- Montgomery (ex-HMS Montgomery)
- Richmond (ex-HMS Richmond)
- Salisbury (ex-HMS Salisbury)

Dans la Royal Navy :
- Bath (ex-USS Hopewell ; puis pour la Norvège en tant que Bath)
- Belmont (ex-USS Satterlee ; perdu le 31 janvier 1942)
- Beverley (ex-USS Branch ; perdu le 11 avril 1943)
- Bradford (ex-USS McLanahan)
- Brighton (ex-USS Cowell ; puis pour la Norvège en tant que Zarkij)
- Broadwater (ex-USS Mason ; perdu le 18 octobre 1941)
- Broadway (ex-USS Hunt)
- Burnham (ex-USS Aulick)
- Burwell (ex-USS Laub)
- Buxton (ex-USS Edwards ; puis pour le Canada en tant que Buxton)
- Caldwell (ex-USS Hale)
- Cameron (ex-USS Welles ; perdu le 5 décembre 1940)
- Campbeltown (ex-USS Buchanan ; perdu le 28 mars 1942)
- Castleton (ex-USS Aaron Ward)
- Charlestown (ex-USS Abbot)
- Chelsea (ex-USS Crowninshield ; puis pour l'URSS comme Derzki)
- Chesterfield (ex-USS Welborn C. Wood)
- Churchill (ex-USS Herndon ; puis pour l'URSS comme Dejatelny)
- Clare (ex-USS Abel P. Upshur)
- Georgetown (ex-USS Maddox ; puis pour l'URSS comme Zostki)
- Hamilton (ex-USS Kalk ; to Canada as Hamilton)
- Lancaster (ex-USS Philip)
- Leamington (ex-USS Twiggs ; puis pour l'URSS comme Zguchi) (apparait dans le film Gift Horse, à propos de l'opération Chariot)
- Leeds (ex-USS Conner)
- Lewes (ex-USS Conway)
- Lincoln (ex-USS Yarnall ; puis pour l'URSS comme Druzny)
- Ludlow (ex-USS Stockton)
- Mansfield (ex-USS Evans ; puis pour le Canada comme Mansfield ; à la Norvège comme Mansfield)
- Montgomery (ex-USS Wickes ; puis pour le Canada comme Montgomery)
- Newark (ex-USS Ringgold)
- Newmarket (ex-USS Robinson)
- Newport (ex-USS Sigourney)
- Ramsey (ex-USS Meade)
- Reading (ex-USS Bailey)
- Richmond (ex-USS Fairfax ; puis pour l'URSS comme Zivuchi)
- Ripley (ex-USS Shubrick)
- Rockingham (ex-USS Swasey ; perdu le 27 septembre 1944)
- Roxborough (ex-USS Foote ; puis pour l'URSS comme Doblestnyj)
- Salisbury (ex-USS Claxton ; puis pour le Canada comme Salisbury)
- Sherwood (ex-USS Rodgers)
- St. Albans (ex-USS Thomas ; puis pour la Norvège comme St. Albans ; puis pour l'URSS comme Dostojny)
- St. Mary's (ex-USS Doran)
- Stanley (ex-USS McCalla ; perdu le 19 December 1941)
- Wells (ex-USS Tillman)

Dans la Marine royale néerlandaise :
- Campbeltown (de mars à août 1941). Retourne dans la Royal Navy en septembre 1941 comme HMS Campbeltown)

Dans la Marine royale norvégienne :
- Bath (ex-HMS Bath) (perdu le 19 août 1941)
- Lincoln (ex-HMS Lincoln)
- Mansfield (ex-HMS Mansfield)
- Newport (ex-HMS Newport)
- St. Albans (ex-HMS St. Albans)

Dans la Marine soviétique :
- Dejatelnyj (ex-HMS Churchill) (perdu le 16 janvier 1945)
- Derzkij (ex-HMS Chelsea)
- Doblestnyj (ex-HMS Roxborough)
- Dostojnyj (ex-HMS St. Albans)
- Druznyj (ex-HMS Lincoln)
- Zarkij (ex-HMS Brighton)
- Zguchij (ex-HMS Leamington])
- Zivuchij (ex-HMS Richmond)
- Zostkij (ex-HMS Georgetown)

### Sources
- (en) Cet article est partiellement ou en totalité issu de l’article de Wikipédia en anglais intitulé « Town class destroyer » (voir la liste des auteurs).